# Hadubrand
Hadubrand (in spätmittelalterlichen Fassungen: Alebrand) ist der Sohn Hildebrands, des Waffenmeisters von Dietrich von Bern. Er spielt im Hildebrandslied und im Jüngeren Hildebrandslied die Rolle des Kämpfers, der den alten Hildebrand an der Rückkehr in seine Heimat hindern will und im Zweikampf unterliegt. Im jüngeren Lied spielen beide Hildebrands Frau Ute zunächst vor, Hadubrand habe einen Unbekannten besiegt und zum Gefangenen gemacht.

## Etymologie
Der Name Hadubrand lässt sich auf das althochdeutsche Substantiv hadu zurückführen, welches „Kampf“ bedeutet (vgl. das heutige Wort Hader).